# Sisyromyia limbata
Sisyromyia limbata är en tvåvingeart som först beskrevs av Jacques-Marie-Frangile Bigot 1892.  Sisyromyia limbata ingår i släktet Sisyromyia och familjen svävflugor. Inga underarter finns listade i Catalogue of Life.